# Hebetula sarmensis
Hebetula sarmensis är en tvåvingeart som först beskrevs av Tokunaga 1966.  Hebetula sarmensis ingår i släktet Hebetula och familjen svidknott. Inga underarter finns listade i Catalogue of Life.